# Clasificación de suelos de FAO
La Organización para la Alimentación y la Agricultura de Naciones Unidas (acrónimo (en inglés) FAO) desarrolló una clasificación internacional, llamada Clasificación Mundial de Suelos, que ofrece generalizaciones útiles acerca de la pedogénesis de suelos en relación con las interacciones de los factores principales formadores del suelo. Fue publicado primeramente como "Mapa del Mundo de Suelos de Unesco (1974) (escale 1 : 5 M.). Muchos de los nombres presentados en tal clasificación se conocen en muchos países y tienen significados similares.
Fue originalmente desarrollado como la leyenda del Mapa Mundial de Suelos, y la clasificación se aplicó para proyectos subsidiados por la ONU. Muchos países modificaron este sistema para ajustarlo a sus necesidades.
Las 106 Unidades de Suelo se mapean como Asociaciones de Suelos, designadas por la unidad de suelo dominante:
- con fases de suelo (propiedades del suelo, como salino, lítico, pedregoso),
- con tres clases texturales (grueso, medio, fino)
- tres clases de pendientes superimpuestas (plano a algo ondulado, apaisado a colinoso, y ligeramente disectado a montañoso)

Las Unidades de Suelo forman 26 Clases Mundiales. El mapa de suelos de FAO era un muy simple sistema clasificatorio con unidades muy abarcativas, pero fue el primer sistema verdaderamente internacional, y muchos suelos se acomodaban sobre la base de sus descripciones a campo. El mapa de suelos de FAO fue un desarrollo exitoso para mapear suelos a nivel continental, pero no a escala local.
En 1998 la Clasificación de Suelos de FAO fue reemplazada por la World Reference Base for Soil Resources (WRB). 